# Dermolepida papuanum
Dermolepida papuanum är en skalbaggsart som beskrevs av Brenske 1895. Dermolepida papuanum ingår i släktet Dermolepida och familjen Melolonthidae. Inga underarter finns listade i Catalogue of Life.